# MicroMega (periodico)
MicroMega è una rivista italiana di cultura, politica, scienza e filosofia, fondata nel marzo 1986. È stata fondata da Paolo Flores d'Arcais e Giorgio Ruffolo, che ne sono stati condirettori per i primi anni, è stata successivamente diretta fino al settembre 2024 da Paolo Flores d'Arcais. A succedergli è stata Cinzia Sciuto, già condirettrice della rivista a partire dal dicembre 2022. 
Il nome della rivista deriva dall'omonimo racconto filosofico del 1752 di Voltaire.

## Storia
Rivista bimestrale nata con il sottotitolo "Le ragioni della sinistra", ha sempre rivendicato l'appartenenza a «una sinistra dichiaratamente eretica e radicalmente libera da appartenenze di partito» e ha sempre voluto essere uno «strumento per pensare e per cambiare, contro i conformismi dominanti». Il suo motto, che nel trentennale dalla fondazione diventa anche un sottotitolo fisso della testata, è: "Per una sinistra illuminista". 
Pubblica a cadenza quasi annuale un Almanacco di filosofia e un Almanacco di scienza. Dal 2008 ha anche una edizione online in cui vengono pubblicati sia contenuti gratuiti che in abbonamento (MicroMega+). 
Rivista sempre anche politicamente militante, si è caratterizzata per il suo sostegno alla magistratura, alle inchieste di “Mani pulite” contro la corruzione, all’azione della procura di Palermo contro la mafia. Nel 2002 pubblica un numero speciale per i dieci anni di “Mani Pulite”, la cui presentazione al Palavobis di Milano diventa la prima di un’ondata di manifestazioni contro Berlusconi. Sostenitrice di una laicità intransigente ma sempre aperta al dialogo franco, nel 2000 un altro numero speciale, “Dio esiste?” è stato presentato con una controversia al teatro Quirino di Roma tra l'allora cardinal Ratzinger e il direttore Paolo Flores d'Arcais. 
Nel 2006 diviene per un anno mensile e dal 20 febbraio al 20 aprile 2006, in coincidenza delle elezioni politiche del 2006, è pubblicata in otto numeri settimanali con la testata (già sperimentata in precedenza nel 2001) La primavera di MicroMega.
Nel marzo del 2013 MicroMega lancia una raccolta di firme (primi firmatari Andrea Camilleri, Vittorio Cimiotta, Paolo Flores d'Arcais, Dario Fo, Margherita Hack, Franca Rame, Barbara Spinelli) con la richiesta di dichiarare ineleggibile Silvio Berlusconi per la questione del conflitto d'interessi in riferimento alla legge 361 del 1957, riprendendo l'iniziativa portata avanti già nel 1994 e nel 1996 da altri comitati.
Fra gli autori che hanno scritto per MicroMega figurano Umberto Eco, Norberto Bobbio, Susan Sontag, Angela Davis, Andrea Camilleri, Paul Auster, Michael Walzer, Barbara Spinelli, Abraham Yehoshua, Ralf Dahrendorf, Richard Rorty, Massimo Cacciari, Jürgen Habermas, Paul Ricœur, Judith Butler, Marc Augé, Manuel Vázquez Montalbán, Jonathan Franzen, Antonio Tabucchi, Stefano Benni, Noam Chomsky, Roberto Esposito, Barbara Ehrenreich, Zygmunt Bauman, Fernando Savater, Margherita Hack, Telmo Pievani, Federico Zappino.
Il 13 dicembre 2020 GEDI Gruppo Editoriale annuncia la cessazione della pubblicazione del periodico. A marzo 2021 la testata viene ceduta da GEDI alla Micromega Edizioni impresa sociale SRL (oggi Micromega edizioni SRL), una società controllata da Paolo Flores d'Arcais, che ne annuncia con una newsletter il ritorno nelle edicole. In tale occasione, il periodico rinnova il proprio sito internet e lancia un nuovo prodotto digitale, un approfondimento settimanale a pagamento chiamato MicroMega+. Dal gennaio 2022 la rivista non è più in vendita nelle edicole; continua a essere venduta nelle librerie e in abbonamento (sia cartaceo sia digitale).
Il 14 novembre 2022 il direttore Paolo Flores d'Arcais annuncia la nomina di Cinzia Sciuto, già caporedattrice della rivista, a condirettrice.
Il 1º settembre 2024 Cinzia Sciuto prende il posto di Paolo Flores d'Arcais alla direzione della rivista.

## Direttori
- Paolo Flores d'Arcais (marzo 1986 - agosto 2024)
- Cinzia Sciuto (settembre 2024 - in carica)

## La Biblioteca di MicroMega
Con il numero 8 del 2018, intitolato La Biblioteca di Micromega, viene iniziata la stesura di recensioni di una biblioteca ideale composta da «grandi classici (talvolta sciaguratamente dimenticati) del pensiero libertario, laico e di sinistra. Testi di filosofia, [...] di letteratura, storia, sociologia, scienze, teatro [...] che non possono mancare nella biblioteca ideale di chi sta dalla parte dell’uguaglianza, della libertà, della giustizia, della laicità».

### Volume 1, 15 dicembre 2018
- Paolo Flores d’Arcais presenta L'uomo in rivolta di Albert Camus
- Remo Bodei presenta l'Etica di Baruch Spinoza
- Boualem Sansal presenta Saggi di Montaigne
- Ascanio Celestini presenta Vita di Galileo di Bertolt Brecht
- Telmo Pievani presenta Il caso e la necessità di Jacques Monod
- Simona Argentieri presenta Analisi terminabile e interminabile di Sigmund Freud
- Pierfranco Pellizzetti presenta Misticismo e logica di Bertrand Russell
- Giulio Giorello presenta Paradiso perduto di John Milton
- Giorgio Cesarale presenta Il contratto sociale di Jean-Jacques Rousseau
- Adriano Prosperi presenta Il Testamento di Jean Meslier
- Axel Honneth presenta Democrazia e educazione di John Dewey
- Pierfranco Pellizzetti presenta La distinzione di Pierre Bourdieu
- Telmo Pievani presenta L'origine delle specie di Charles R. Darwin
- Paolo Flores d’Arcais presenta Il giovane Marx critico di Hegel
- Tomaso Montanari presenta Il discorso sulla Costituzione di Piero Calamandrei
- Moni Ovadia presenta Casa di bambola di Henrik Ibsen
- Erri De Luca presenta Rivoluzione di Jack London

### Volume 2, 13 giugno 2019
- Edoardo Boncinelli presenta le Operette morali di Giacomo Leopardi
- Alessandro Barbero presenta Il rasoio di Occam
- Alice Schwarzer presenta Il secondo sesso di Simone de Beauvoir
- Liliana Segre presenta Se questo è un uomo di Primo Levi
- Angelo d'Orsi presenta i Quaderni del carcere di Antonio Gramsci
- Simone Pieranni presenta Gli abiti nuovi del presidente Mao di Simon Leys
- Maria Mantello presenta lo Spaccio de la bestia trionfante di Giordano Bruno
- Tomaso Montanari presenta Apologia della storia o mestiere di storico di Marc Bloch
- Francesco Pancho Pardi presenta il De rerum natura di Lucrezio
- Alessandro Portelli presenta Storia del popolo americano di Howard Zinn
- Ginevra Bompiani presenta la Dichiarazione dei diritti della donna e della cittadina di Olympe de Gouges
- Lucio Baccaro presenta Lealtà, defezione, protesta di Albert O. Hirschman
- Adriano Prosperi presenta Sopra l’Officio dell’Inquisizione di Paolo Sarpi
- Włodek Goldkorn presenta La rivoluzione russa. Le cause di una sconfitta di Emma Goldman
- Telmo Pievani presenta il Dialogo sopra i due massimi sistemi del mondo di Galileo Galilei